# Distretto di Ôlgij (Bajan-Ôlgij)
Il distretto di Ôlgij è uno dei quattordici distretti (sum) in cui è suddivisa la provincia del Bajan-Ôlgij, in Mongolia. Conta una popolazione di 28.448 abitanti (censimento 2009). 